# Gerónimo Manuel Izetta
Gerónimo Manuel Izetta fue un sindicalista argentino, fundador y Secretario General de la Confederación de Obreros y Empleados Municipales de Argentina (C.O.E.M.A.) y de la Federación de Sindicatos y Trabajadores Municipales de la Provincia de Buenos Aires (F.S.T.M.P.B.A.).

## Biografía
Geronimo Manuel Izetta (alias Bigote) gremialista argentino de gran trayectoria a nivel nacional, nació en Gualeguaychú hijo de familia clase trabajadora, a los 18 años se muda a la ciudad de Ensenada trabajo en un frigorífico , más adelante se muda a Avellaneda e ingresa a trabajar como empleado municipal, creó en el año 1942 el Sindicato de Obreros y Empleados Municipa es de Avellaneda, desde ese punto y con la firme idea de unir a todos los Trabajadores Municipales de la provincia de Buenos Aires en 1948 conformo la Federación de Obreros y Empleados Municipales de la Provincia de Buenos Aires, luego pasaría a ser F.S.T.M.P.B.A. (Federación de Sindicatos de Trabajadores Municipales de la Provincia de Buenos Aires) contando en ese entonces con más de 125 gremios municipales afiliados a esta condujo los destinos de esta hasta su fallecimiento, en su conducción se compraron 3 hoteles para uso único y exclusivo de sus afiliados municipales, en Chascomús Hotel Riviera, Hotel Virrey Torreón ubicado en la ciudad de Mar del Plata, Hotel La Serranita ubicado en La Serranita Alta Gracia, Provincia de Córdoba, se construyó el barrio municipal en la ciudad de Avellaneda calles Levalle y Ameghino, otro en la misma ciudad calle Sarmiento 97. En la década del 80 construyó las bases en hormigón armado para hacer el Hospital Municipal de 5 pisos con helipuerto en la calle San Martín ciudad Avellaneda su obra no pudo ser terminada la dictadura militar de la época lo impidió. Geronimo Izetta Fue Secretario General de la Federación de Sindicatos de Trabajadores Municipales de la Provincia de Buenos Aires desde su creación hasta su fallecimiento (21/07/1991) fue elegido sucesivamente por voto directo de los trabajadores municipales. 
En el año 1952 fue elegido concejal por la ciudad de Avellaneda. 
El 16 de noviembre de 1955 se produce un golpe de Estado autodenominado “Revolución Libertadora”. encabezado por el general Eduardo Lonardi, derrocó al gobierno constitucional del general Juan Domingo Perón, el 13 de noviembre de 1955, el dictador Lonardi es reemplazado por el general Pedro Eugenio Aramburu, quien endurecería las medidas contra el peronismo. Durante este gobierno se intervinieron gremios de trabajadores y la C.G.T. Confederación General del Trabajo de la República Argentina se persiguió y prohibió todo y a todas las personas relacionadas con Juan Domingo Perón entre los cuales estaba Geronimo Manuel Izetta fue detenido en varias oportunidades fue víctima de amenazas torturas y seguimientos, su vida corría peligro y esto lo forzó a exiliarse en el país vecino de Uruguay.
Luego de unos años retorna a su país y junto a trabajadores municipales el 8 de noviembre de 1959 une a todos los trabajadores del país de cada municipio, departamento o comuna de la República Argentina organizó y fundó C.O.E.M.A. Confederación de Obreros y Empleados Municipales de la Argentina siendo su Secretario General 
- Datos: Q27961422
- Multimedia: Gerónimo Manuel Izetta / Q27961422